# パブロ・バレーラ
パブロ・エドソン・バレーラ・アコスタ（Pablo Edson Barrera Acosta, 1987年6月21日 - ）は、メキシコ・トラルネパントラ・デ・バス出身のサッカー選手。元メキシコ代表である。プリメーラ・ディビシオンのケレタロFC所属。ポジションはフォワード・ミッドフィールダー（ウイング）。

## 経歴

### クラブ
11歳の時にUNAMプーマスの下部組織に加入し、2005年にトップチームデビューした。足の速さを活かした突破や質の高いクロスが持ち味で、ティブロネス・ロホス・デ・ベラクルスを8-0で破った試合ではすべてのプレーに関与した。2008年7月に左ひざを負傷して半年間を棒に振ったが、2009年1月初めに復帰し、クルブ・ネカクサ戦では早くもゴールを決めた。決勝のCFパチューカ戦では後半ロスタイムに決勝ゴールを決めた。トルネオ・ビセンテナリオ2010では13試合で6得点を決め、2010年5月には2010 FIFAワールドカップに出場するメンバーに選ばれた。2010年7月、移籍金400万ポンドでプレミアリーグのウェストハム・ユナイテッドFCに移籍したが、チームが2部に降格したためレアル・サラゴサにレンタル移籍。2012年7月3日、クルス・アスルに完全移籍。
2016年6月8日、UNAMに復帰することが発表された。

### 代表
2007年にカナダで開催されたFIFA U-20ワールドカップでは2得点を決めた。2007年10月17日のグアテマラ戦でメキシコA代表デビューし、2009年7月5日のCONCACAFゴールドカップ・ニカラグア戦で代表初ゴールを決めた。2010年の2010 FIFAワールドカップ出場メンバーに選ばれ、グループリーグ2戦目のフランス戦で負傷したカルロス・ベラに代わってピッチに入ると、DFエリック・アビダルのファールによってPKを獲得し、2-0の勝利に貢献した。
2011 CONCACAFゴールドカップではレギュラーとして出場し、決勝のアメリカ戦で決勝点を含む2得点を挙げ、メキシコの2連覇に貢献した。

## 所属クラブ
- UNAMプーマス 2005-2010
- ウェストハム・ユナイテッドFC 2010-2012

→  レアル・サラゴサ 2011-2012 (loan)
- クルス・アスル 2012-2014
- CFモンテレイ 2015-2016
- UNAMプーマス 2016-2020
- アトレティコ・サン・ルイス 2020-2021
- ケレタロFC 2021-

## 代表歴

### 出場大会
- メキシコ代表
  - 2010 FIFAワールドカップ

### 試合数
- 国際Aマッチ 57試合 6得点（2007年-2013年）[5]

| メキシコ代表 | 国際Aマッチ | 国際Aマッチ |
| 年           | 出場        | 得点        |
| ------------ | ----------- | ----------- |
| 2007         | 1           | 0           |
| 2008         | 1           | 0           |
| 2009         | 9           | 2           |
| 2010         | 17          | 1           |
| 2011         | 16          | 3           |
| 2012         | 7           | 0           |
| 2013         | 6           | 0           |
| 通算         | 57          | 6           |

### 得点
| # | 日時          | 場所             | 対戦相手       | スコア | 最終結果 | 大会                        |
| - | ------------- | ---------------- | -------------- | ------ | -------- | --------------------------- |
| 1 | 2009年7月5日  | オークランド     | ニカラグア     | 2–0    | 2-0      | 2009 CONCACAFゴールドカップ |
| 2 | 2009年7月19日 | アーリントン     | ハイチ         | 4–0    | 4-0      | 2009 CONCACAFゴールドカップ |
| 3 | 2010年2月24日 | サンフランシスコ | ボリビア       | 2–1    | 2–1      | 親善試合                    |
| 4 | 2011年6月12日 | シカゴ           | コスタリカ     | 4–0    | 4-1      | 2011 CONCACAFゴールドカップ |
| 5 | 2011年6月25日 | パサデナ         | アメリカ合衆国 | 1–2    | 4-2      | 2011 CONCACAFゴールドカップ |
| 6 | 2011年6月25日 | パサデナ         | アメリカ合衆国 | 3–2    | 4-2      | 2011 CONCACAFゴールドカップ |

## タイトル

### クラブ
UNAM
- プリメーラ・ディビシオン : クラウスーラ2009

クルス・アスル
- コパ・メヒコ : クラウスーラ2013
- CONCACAFチャンピオンズリーグ : 2013-14

### 代表
メキシコ代表
- CONCACAFゴールドカップ：2009、2011